# Королівський павільйон
«Королі́вський павільйо́н» (англ. Royal Pavillion) — палац, колишня приморська резиденція британських королів у курортному місті Брайтон на півдні Англії (Велика Британія), що в теперішній час використовується як музей; пам'ятка архітектури 1810-х років будівництва в східному («індо-сарацинському») стилі.
Принц-регент, майбутній король Георг IV, уперше відвідав брайтонський курорт у 1783 році, а від 1786 року зупинявся там у орендованому будинку — як для поліпшення здоров'я за порадами лікарів, так і з особистими цілями — для зустрічей з коханкою Мері-Енн Фітцгерберт. Вже на самому кінці XVIII — на початку XIX ст.ст. на землях, викуплених королем, архітектори Генрі Холланд і Вільям Порден побудували перший Павільйон.
У 1815—22 британський архітектор Джон Неш цілком перебудував цей перший Павільйон, надавши йому обрисів розкішного східного палацу. Інтер'єр було обставлено з використанням індо-мавританських мотивів, типових у декорі колоніального стилю доби Регентства. Однак зберігаються відомості, що якість виконання королівського замовлення навряд чи відповідала високому статусу замовника — вже за 10 років Павільйон пережив перший капітальний ремонт.
Після смерті Георга IV у 1830 році Павільйон використовував король Вільгельм IV. Його наступниця, королева Вікторія, відвідала Брайтон лише одного разу, а в 1845 році взагалі наказала позбавитись «непотрібного» палацу. Відтак, у 1849 році Королівський Павільйон було викуплено містом Брайтоном.
Під час Другої світової війни в палаці розміщувався військовий шпиталь.
У 1980-х роках Королівський павільйон знову пережив реставраційні роботи. І в теперішній час у Павільйоні діє музей, а з особливих подій, як то весілля знаменитостей або інші урочистості, зали палацу здаються в оренду.